# Tute subastado
El tute subastado o, simplemente, subastado o subasta es un juego de cartas que se juega con baraja española, derivado del tute corriente, pero con ciertas características que lo diferencian.

## Coincidencias

### Valor de las cartas
Las cartas tienen el mismo valor que en el tute, es decir, en orden descendente, as (11), tres (10), rey (4), caballo (3) y sota (2) y las demás cartas, llamadas cartas blancas o papeles, no tienen valor.

### Desarrollo del juego
- El jugador está igualmente obligado a "asistir" la carta que hay en la mesa, echando una del mismo palo.
- Se debe "montar", es decir, jugar carta del mismo palo pero más alta o, en el caso de no poder montar, simplemente "asistir" con una más baja.
- El jugador que no pueda cumplir las dos reglas anteriores debe fallar, esto es, echar carta del palo de triunfo y si alguien ha fallado ya:
  - Debe superar el fallo anterior con un fallo más alto, esto se llama "pisar".
  - Si no puede superar el fallo, o no tiene triunfos, puede echar la carta que quiera, esto es "contrafallar", que puede servir para añadir tantos en las partidas por parejas.
- Cualquier incumplimiento de estas reglas conlleva un renuncio, que debe ser denunciado por un jugador contrario, dándosele al infractor la partida por perdida.

## Diferencias

### Las cartas y los jugadores
El subastado es un juego para tres jugadores, a diferencia de los cuatro del tute, aunque se puede jugar por equipos 2 a 2. Si cuatro o más personas se unen para jugar, una de ellas descansa y es la que reparte las cartas. Como el número de cartas (40) de la baraja no es divisible por tres, se quitan los cuatro doses o se deja una carta boca a bajo que el que se lleve la subasta podrá coger y aceptarla descartando otra o volver a dejarla en la mesa. Pero ello únicamente si juegan 3 personas, en el caso de ser 4 jugadores se reparten 10 cartas a cada jugador y se puede jugar de forma individual o por equipos.

### Preparación del juego
Es aquí donde se encuentran las mayores diferencias entre el subastado y el tute. Si bien en el tute la determinación del palo que pinta es meramente casual y viene determinada por la última carta de la baraja, en el subastado primero se reparten las cartas y comienza la subasta:
- El jugador a la derecha del que ha repartido contempla sus cartas y calcula cuántos puntos puede conseguir con ellas (teniendo en cuenta si tiene cantes, si tiene muchas cartas de un palo, si tiene aseguradas las diez de últimas (monte), etc.) y dice su pensamiento final en voz alta. El mínimo de puntos que decir en la primera subasta es de 60, y se pasa a la siguiente de cinco en cinco. (Es decir, que si alguien subastó 70, el siguiente tiene que subir a 75 como mínimo si no se retira, lo cual no le impide que si piensa que puede hacer 110 salte hasta ese número).
- Se sigue pasando el turno hacia la derecha y los siguientes jugadores van diciendo sus cantidades si éstas son superiores a las anteriores; en caso contrario, se retiran de la subasta.
- Finalmente, sólo queda una subasta en pie, y ese jugador es el que decide cuál será la vida en esa partida (es decir, qué palo pintará), según sus intereses propios.

### Desarrollo del juego
- El objetivo principal del que ha subastado es hacer, como mínimo, los puntos que afirmaba, en cuyo caso se los apunta.
- El objetivo de los otros dos jugadores es impedírselo a toda costa, apoyándose mutuamente, haciendo fallar repetidamente al que subasta y ganándole los triunfos en la medida de lo posible; si consiguen hacer perder al otro jugador, se dice que este se ha bañado y los otros dos se reparten los puntos que se habían subastado.
- Si los puntos subastados eran impares, como 75 o 105, el jugador que va de mano se lleva cinco puntos más que el otro.

Lo normal es que gane el jugador que primero acumule 500 puntos, pero se puede acordar otro número de tope.

### Anuncio
Una de las diferencias más notables se da, durante el proceso de subasta, a la hora de hablar. Está permitido anunciar los siguientes juegos en cada palo:
- Las "briscas": un as, 5 dos ases solos o dos ases (si se posee las dos 21), un tres (también se puede anunciar como muerto si está solo, un 30 o incluso un 50, 10 (un as y un tres), 25 o 90 (as, tres, caballo y rey) , 30 u 80 (as, tes y rey) o 35 o 70 (as, tres y caballo).
- Los "cantes": semipelo (caballo, rey y alguna otra carta del mismo palo), 14 o cante (tres, caballo y rey), 15 (as, caballo y rey) o 4 o pelo (caballo y rey únicamente).

No es obligatorio anunciar todos los juegos ni cantarlos enteros. Lo normal es anunciar las bazas firmes al compañero,y dado que se trata de un juego de parejas se trata de informar al compañero, pero ello no quita que no es obligatorio ni anunciar todo lo que se tiene, o incluso que esté permitido anunciar en falso.
En algunos lugares, se permite cantar cualquier combinación de figuras, as y tres.

### Subasta
Durante la subasta del juego, que comenzará en 65, el primer jugador de cada pareja puede esperar posponiendo de este modo el anuncio de sus cartas al de su compañero. El "esperado" tendrá que hablar antes que el segundo rival, alterando así la secuencia original. La puja mínima suele ser de 5 puntos, aunque existen variedades regionales: en las Rías Baixas es de 10 y en zonas de Lugo de 1 (en dichas zonas se juega a la exacta, es decir, hacer exactamente la subasta por ejemplo 81 puntos). En todas partes se sube en múltiplos de la puja mínima.

### Lances
De nuevo en algunas partes, diferencian entre petar y marcar. Indicando el primero que se posee la carta mayor del palo que se está petando y el segundo que se falla el palo de la baza.

### Subasta a tres
Se juega a 1000 puntos y, en el caso de perder el subastador, no se dividen sino que cada uno de los ganadores recibe la cantidad completa.

### Variantes: subastado por parejas
Existen diversas variantes del juego. Una de ellas, muy popular en Galicia, es la "subasta a cuatro", que se juega por parejas a 1.000 puntos.
Otra es el subastado de dos parejas en colaboración-oposición, practicando el anuncio, es decir, diciendo en alto las cartas que se tienen, sin decir el palo, para orientar al compañero y que sea él el que ponga el precio de la subasta a la vista de sus cartas y del anuncio. Su propio compañero puede volverle a marcar, según las claves expuestas a continuación, y subir con ello el precio de la subasta, de la misma manera que los contrincantes (cada uno en su turno), hasta que los dos jugadores de un mismo equipo "pasen" y se quede con la subasta el último en pujar.
Sin embargo, si los dos jugadores del mismo equipo pasan de mano, sólo el primero en hablar del equipo contrario puede subir la puja de su compañero, ya que en el momento en que él ha hablado no ha podido escuchar a su compañero previamente. En algunas variantes se puede utilizar la palabra "espero", con la cual se puede oír al compañero antes de subastar.
El jugador que se queda con la subasta escoge triunfo (palo que pinta) y empieza saliendo. Cuando éste o su compañero hacen la primera baza, pueden cantar él y el compañero a la vez, pero solo un cántico cada uno. En caso de tener más cánticos, tendrán que esperar a su siguiente baza. La pareja contraria no necesita cantar porque su objetivo es que el que subastó no consiga los puntos.
Si un jugador tiene varios cánticos, está obligado a cantar en primer lugar "las cuarenta".

#### Claves
En esta variedad por parejas es muy importante el "marque" o "anuncio". Consiste en decir tus cartas a través de valores predeterminados. Estos son:
- "Un suiete equivale a un caballo y un rey del mismo palo o, lo que es lo mismo a un cante, siempre y cuando tengas más cartas de ese palo.
- "Un dieciocho equivale a un as y cante (caballo y rey) del mismo palo.
- "Un diecisiete equivale a un tres y cante(rey y caballo)del mismo palo.
- "Un veintiuno" equivale a un tres y as del mismo palo.
- "Un veintiocho" equivale a caballo, rey, tres y as del mismo palo.
- "Un as o tres" equivale a tener as o tres.
- "Un diez" equivale a tener un cante pirlo, es decir, que de ese palo solamente tienes el caballo y el rey, por lo que una salida del compañero por ese palo quitará el cante.

Aunque existen más "marques" tipo, estos son los más usados. Si alguien canta mal o miente caerá en un renuncio. Todos pueden repetirse, por ejemplo: "130 con 28 y 28", "dos ases y un tres para 90".

#### El "pete"
Otra diferencia del subastado por parejas es el "pete", que consiste en golpear la mesa al tiempo que se echa la carta, queriendo decir con ello que la próxima baza de ese palo se la lleva él, ya sea porque tenga el as o porque la va a fallar.
- Datos: Q5652047